# Dick Ray
Richard "Dick" Ray , född 4 februari 1876 i Newcastle-under-Lyme, Staffordshire, England, död 28 december 1952 i Leeds, var en engelsk professionell fotbollsspelare och manager. Han var under större delen av sin fotbollskarriär i Leeds, som spelare i Leeds City FC mellan 1905 och 1908 och som manager i Leeds United AFC 1919–1920 och 1927–1935.
Han spelade även för Macclesfield Town, Burslem Port Vale, Manchester City, Stockport County och Chesterfield och avslutade sin karriär som manager i Bradford City.